# Kleiner Tiergarten
De Kleiner Tiergarten is een park in het Berlijnse district Mitte.

## Ligging
Het tot de wijk Moabit behorende park is zeven hectare groot. Het gebied wordt door de Turmstraße in het noorden, de straat Alt-Moabit in het zuiden, Ottostraße in het westen en de Wilsnacker Straße in het oosten begrensd. Ongeveer in het midden wordt het park door de Stromstraße doorkruist. Eveneens wordt het park ondergronds doorkruist door metrolijn U9, die naast het park een halte heeft (Turmstraße).

## Geschiedenis
Het gebied van het huidige park behoorde oorspronkelijk tot het Gutsbezirk Jungfernheide. Keurvorst Frederik Willem van Brandenburg nam het gebied over in ruil voor de Großer Tiergarten, toen Berlijn in het kader van de groei tot residentie steeds verder uitbreidde en delen van het voormalige jachtgebied opgeofferd moesten worden. Sinds 1655 werd het park Hinterer of Kleiner Tiergarten genoemd. In 1790 werd het gebied opnieuw beplant en vanaf 1835 in het kader van de bouw van de door Karl Friedrich Schinkel ontworpen Johanniskirche, waarvan de begraafplaats tot het park behoort, opnieuw vormgegeven.
Toen de stad Berlijn in 1876 het beheer over het gebied had overgenomen, werd het park naar ontwerpen van landschapsarchitect Johann Heinrich Gustav Meyer opnieuw vormgegeven met zitbanken, lantarens en fonteinen. Van 1892 tot 1894 werd wederom een kerk gebouwd (de Heilandskirche); ditmaal aan de eveneens het park doorkruisende Thusnelda-Allee.
Het park werd in de Tweede Wereldoorlog sterk beschadigd en vanaf 1960 door tuinarchitect Wilhelm Alverdes opnieuw ingericht. Alverdes betrok de huidige Ottoplatz in het ontwerp en ontwierp voor die plek ook een speeltuin.